# Société des œuvres des martyrs de Palestine
La Société des œuvres des martyrs de Palestine (SAMED), en arabe : جمعية أعمال شهداء فلسطين (Jamʿiyyat aʿmāl šuhadāʾ Filasṭīn), est l'institution économique de l'Organisation de libération de la Palestine (OLP). Elle représente l'OLP lors des conférences économiques dans les pays arabes. La SAMED est également impliquée dans les domaines politique, culturel et social.
Pendant de nombreuses années, la SAMED s'est occupé de la distribution des indemnités en espèces aux familles des martyrs tués lors d'attaques contre Israël, paiements désormais pris en charge par le Fonds des martyrs de l'Autorité palestinienne.
La SAMED a été créée par l'OLP en tant que société de façade, entité commerciale et manufacturière. La plupart des ateliers de la SAMED se trouvaient alors dans les camps de réfugiés du nord du Liban. Depuis, ses activités se sont développées.
Après sa création, la SAMED opère dans les lieux de l'exil palestinien tout en maintenant une portée globale au-delà des camps de réfugiés palestiniens, notamment avec des ateliers et des collaborations dans d'autres États alliés, en particulier en Afrique.  Dans le passé, la SAMED publiait régulièrement une revue économique savante appelée Samed al-Iqtisadi (SAMED Économiste). Cette revue faisait partie d'un paysage médiatique plus large soutenu par l'OLP, comprenant des journaux, des radios et des productions cinématographiques.